# Lávové jezero

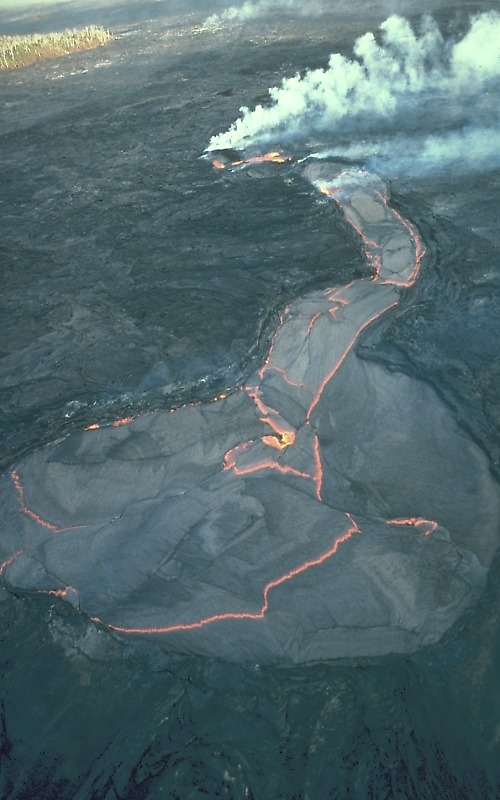
Lávové jezero, ze kterého lávovým proudem odtéká láva. V pozadí je vidět výron sopečných plynů

Lávové jezero je deprese na povrchu tělesa, která je vyplněná lávou, většinou bazaltického složení. Jezero může vzniknout v místě výstupu lávy na povrch, kde vyplní sopečný kráter či kalderu, nebo může lávovým proudem být láva transportována na jiné místo a tam zastavena morfologickou překážkou, za kterou dojde k nahromadění a vzniku jezera. Málo viskózní láva se během svého pohybu chová jako kapalina, která poměrně snadno teče a která kopíruje spádnice terénu.
V současnosti se na Zemi nachází pouze pět dlouhodobějších lávových jezer. Jsou to:
- Erta Ale v Etiopii
- Mount Erebus v Antarktidě
- Kilauea na Havaji
- Nyiragongo v Demokratické republice Kongo
- Ambrym ve Vanuatu